# Tế bào dẫn nước (hydroid)
Tế bào dẫn nước (hydroid) là một loại tế bào dẫn có ở một số loại rêu, tế bào này có thể coi là tiền thân của quản bào (tracheid) ở thực vật có mạch.
Trong một số loại rêu thực như thành viên của họ Polytrichaceae, các tế bào này hình thành nên lớp tế bào trong cùng của thân. Khi trưởng thành chúng là các tế bào dài, không màu, có thành mỏng với đường kính nhỏ, chứa nước nhưng không chứa chất nguyên sinh (tế bào chất). Các tế bào dẫn nước này tập hợp cùng hoạt động như một mô dẫn gọi là hydrome, có chức năng vận chuyển nước và chất khoáng từ đất. Chúng được bao quanh bởi các bó tế bào sống gọi là leptoid có chức năng vận chuyển đường và các chất tan, leptoid là tiền thân của mạch rây - ploem.
Các tế bào dẫn nước tương tự như quản bào (tracheid) của thực vật có mạch, nhưng không có lignin trong thành tế bào để cung cấp sự chống đỡ cho cấu trúc.
Các tế bào dẫn nước đã được tìm thấy ở một vài loại thực vật hoá thạch ở phiến đá Rhynie như là Aglaophyton. Lúc đầu người ta nhầm các tế bào này với các quản bào của mạch gỗ, sau đó chúng được xác định lại và do vậy Aglaophyton được phân loại lại từ thực vật có quản bào sang thực vật có tế bào dẫn nước.